# Oosthoekduinen

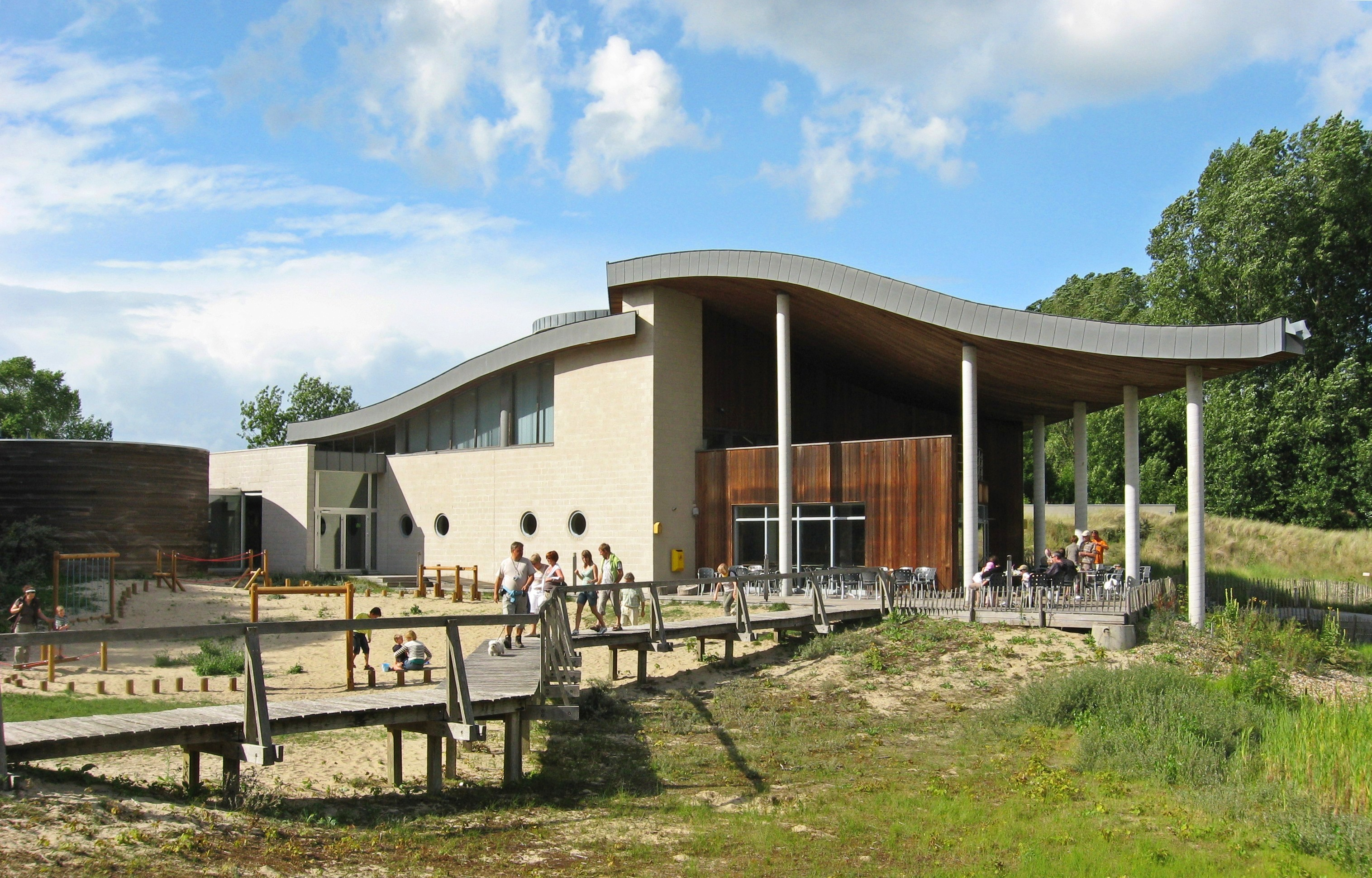
Ausgangspunkt für Themenwanderungen und den Rundwanderweg durch die Oosthoekduinen ist das Besucher- und Naturausbildungszentrum De Nachtegaal

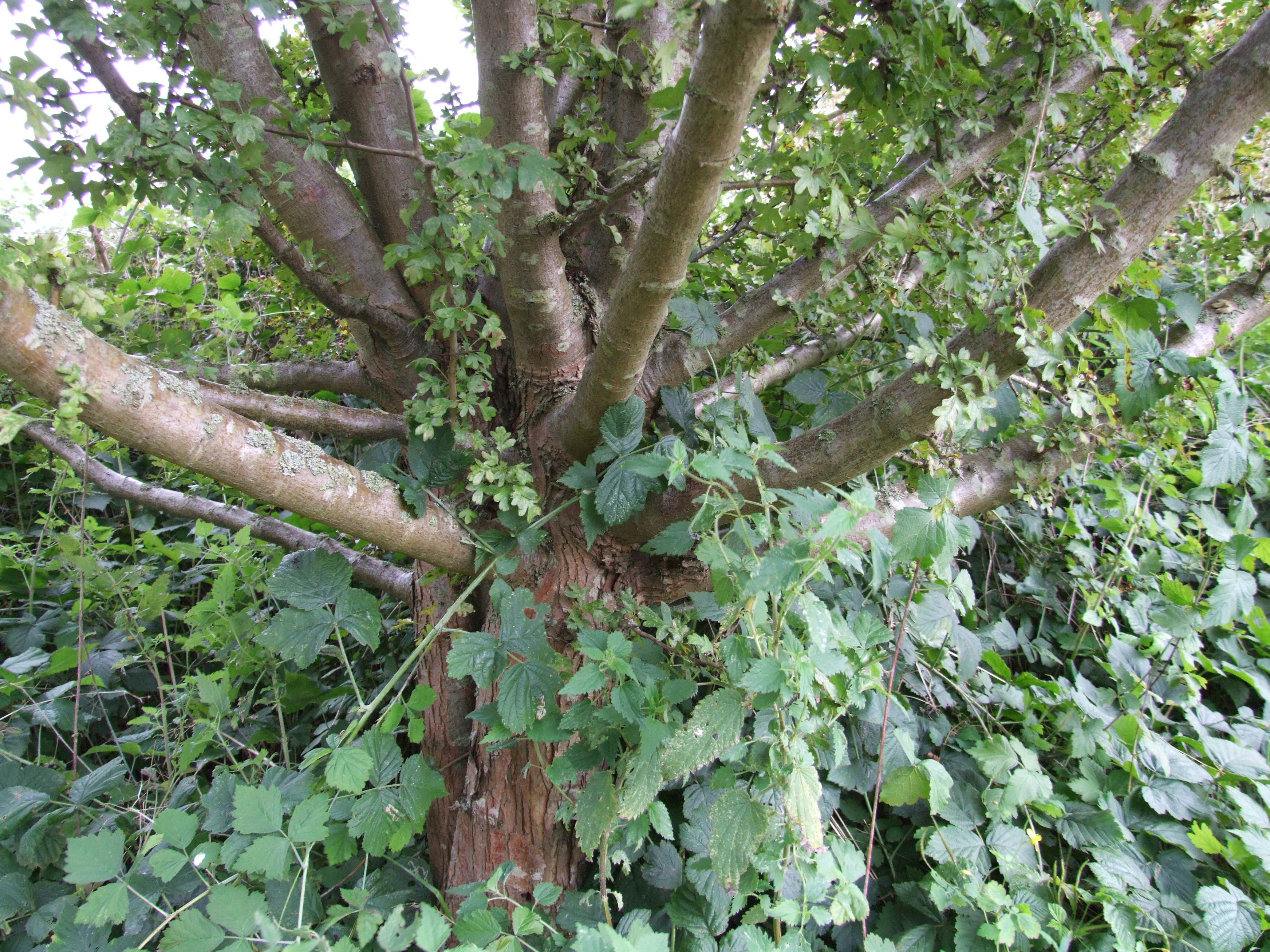
Kräftiger Weißdornstamm, aufgenommen im Außengelände des Besucherzentrums De Nachtegaal im Bereich der Oosthoekduinen

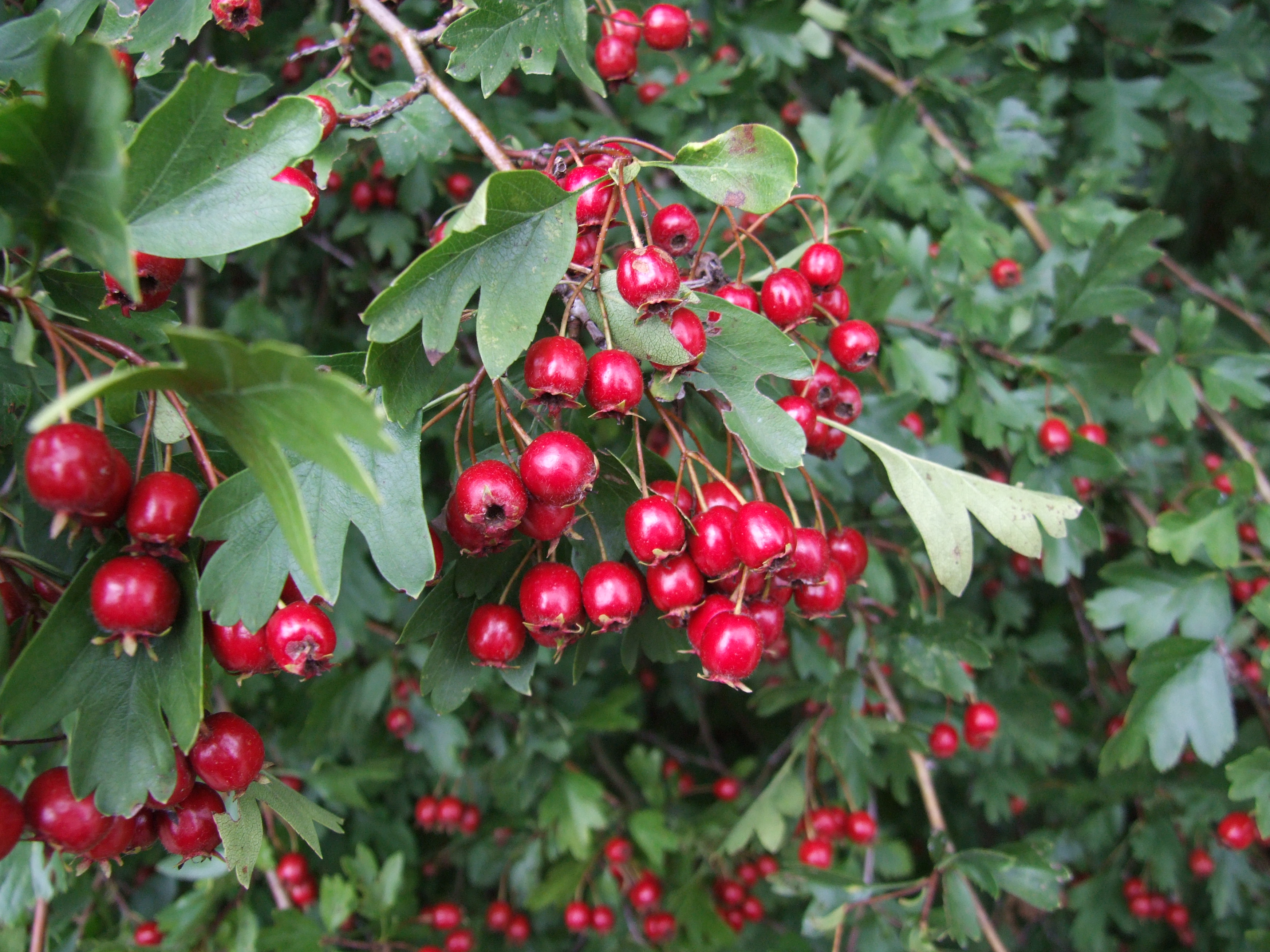
Weißdorn – Früchte aufgenommen im Außengelände des Besucherzentrums, Bereich der Oosthoekduinen

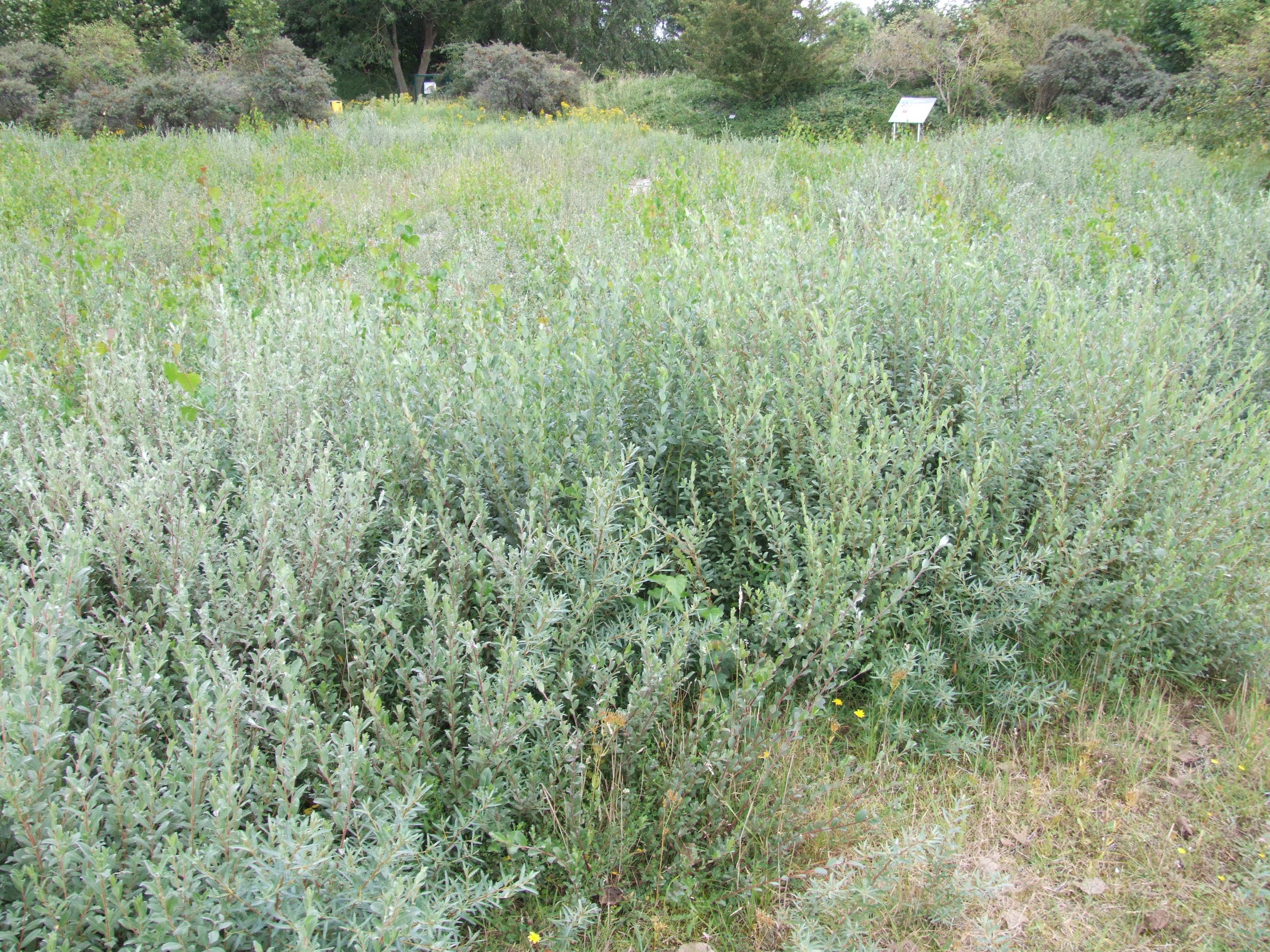
Kriechweiden, aufgenommen im Außengelände, Bereich der Oosthoekduinen

Die Oosthoekduinen (dt.: Osteck-Dünen) sind im engeren Sinn ein 38 Hektar großes Dünengebiet und Dünenwaldgebiet direkt südlich von De Panne, der westlichsten Gemeinde der belgischen Nordseeküste.
Im weiteren Sinn zählt man zu dem Gebiet auch noch 20 Hektar Dünensaum im Südosten der Düne, in dem die sandige Dünenlandschaft in die fruchtbare Polderfläche übergeht und im Westen eine Teilfläche von 20 Hektar des Dünenwaldes Calmeynbos (dt. Calmeyn-Wald), genauer das Waldgebiet westlich der Kerkstraat, die den Calmeynbos zerschneidet und von De Panne nach Adinkerke führt.
Das Gesamtgebiet von ca. 80 Hektar bildet eine Brücke vom Naturschutzgebiet De Westhoek, das sich im Westen bis zur französischen Grenze erstreckt und sich dort geologisch in den Dune du Perroquet fortsetzt, zu den 80 Hektar großen Houtsaegerduinen im Nordosten. Letztere sind aber durch überbaute Fläche von den Oosthoekduinen abgetrennt.

## Geologie und Biologie
Die Dünen sind schon einige hundert Jahre alt, so dass ein Teil des Kalkes, der bei der Entstehung der Dünen als Muschelgries den Sand durchmischt, durch Kohlensäure im reichlichen Nordseeregen gelöst wurde und nun ausgewaschen ist.

### Moosdünen und Dünenweiden
Innerhalb der Oosthoekduinen sind die Moosdünen und Dünenweiden durch Drehzahnmoose und Zwergpflanzen wie Dreifinger-Steinbrech, Scharfer Mauerpfeffer sowie Flechten bedeckt. Die leichte Entkalkung wird sichtbar durch die Ansiedlung von Pflanzen wie Bibernell-Rose, Thymian, Dünen-Stiefmütterchen, Berg-Sandglöckchen, Silbergras und verschiedene Rentierflechten. Typische Tierarten in diesem Teilgebiet sind Perlmuttfalter und die Blauflügelige Ödlandschrecke.

### Dünengebüsch
Im Dünengebüsch finden sich die im Nordseeraum typischen Arten und Gattungen wie Schlehdorn, Pfaffenhütchen, Weißdorne und Liguster. Typische Vogelarten dort sind Dorngrasmücke, Nachtigall, Mönchsgrasmücke und Fitis.

### Dünenwald
Der Dünenwald weist eine reiche Ulmenvegetation auf: Feldulmen, Bergulmen, holländische Ulmen und Flatterulmen.

### Dünensaum
Im Bereich des Dünensaums, dem Übergang von sandigem Boden der Düne zu den lehmigen, fruchtbaren Böden der Polder, wo eisenhaltiges Grundwasser ebenfalls für Fruchtbarkeit sorgt, befinden sich viele Weidenarten und Blühpflanzen.
Grundwassertümpel und Entwässerungsgräben bieten Lebensraum für wasserliebende Pflanzen, Sumpfpflanzen und Wasserpflanzen. Auch seltene Amphibien wie Kammmolch und Kreuzkröte leben hier.

## Besucherzentrum De Nachtegaal
Zwischen Calmyenbos und den Oosthoekduinen wurde das Besucher- und Naturausbildungszentrum De Nachtegaal errichtet, das das ganze geologische und biologische System von Nordseeküste und Dünen erklärt. Von dort führt ein Rundwanderweg durch die Oosthoekduinen.

## Naturschutz
Die flämische Agentur für Natur und Wald begann im Jahr 1999 das Naturentwicklungsprojekt "Oosthoekduinen". Das Projekt umfasste die Oosthoekduinen, die Übergangszone Oosthoek und den Dünenwald.
Es wurden nicht ins Gebiet gehörende Bäume, vor allem Mahonien, gefällt, und man grub neue Teiche. Ein verfallener Militärbereich wurde renaturiert und unter Schutz gestellt: Ein alter Bunker etwa dient jetzt als Unterkunft für Fledermäuse. Um die offenen Landschaftsbestandsteile zu erhalten, wurden Weideflächen für Schafe, Rinder und Konik-Pferde geschaffen. Die Maßnahmen wurden im Frühjahr 2005 abgeschlossen.
Die Agentur für Natur und Forsten ist auf Dauer für Verwaltung, Erhaltung und Verbesserung des Gebietes verantwortlich.